# Praça dos Três Poderes

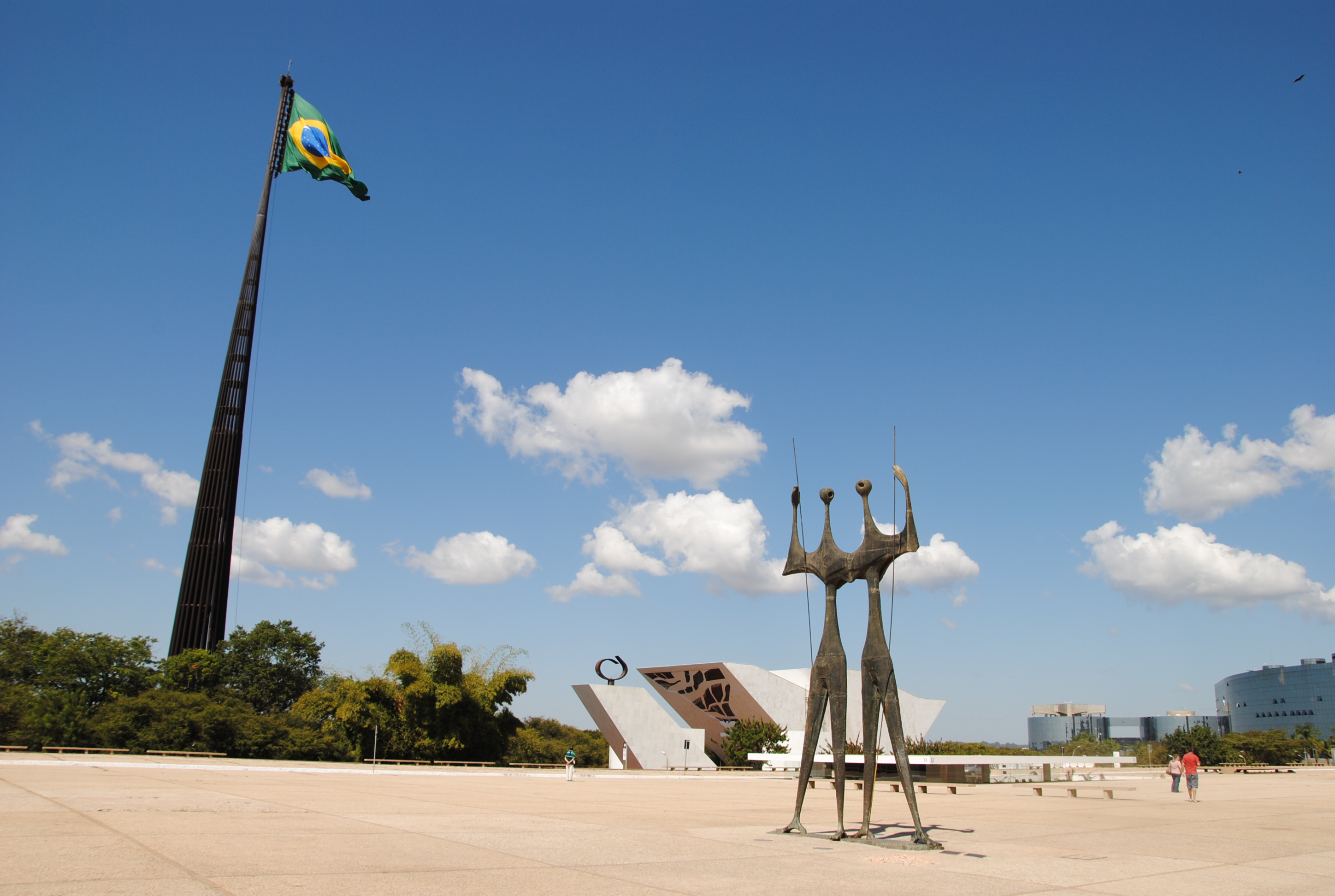
Parziale veduta della Praça dos Três Poderes con la bandiera brasiliana e la scultura Os Candangos di Bruno Giorgi, considerata simbolo di Brasilia

La Praça dos Três Poderes, in italiano Piazza dei Tre Poteri, è un luogo pubblico a Brasilia, capitale del Brasile. Si tratta di un grande spazio aperto tra i tre edifici monumentali che rappresentano i tre poteri della Repubblica brasiliana, secondo il principio della separazione dei poteri: il Palácio do Planalto, sede dell'esecutivo federale brasiliano; il Palazzo del Tribunale supremo federale, sede della più alta corte della magistratura; e il Palazzo del Congresso nazionale del Brasile, sede del potere legislativo federale. Oltre ai tre edifici principali, altri edifici e monumenti completano il paesaggio della piazza.
Come in quasi tutti i luoghi pubblici della città, la parte urbana è stata progettata da Lúcio Costa e gli edifici sono stati progettati da Oscar Niemeyer con progetti strutturali di Joaquim Cardozo.
La piazza ospita la bandiera più grande del mondo che sventola regolarmente (in questo caso, continuamente). La bandiera brasiliana issata pesa circa 600 chilogrammi e non è mai stata abbattuta (senza contare le sostituzioni mensili) da quando la capitale è stata inaugurata il 21 aprile 1960. La bandiera viene cambiata mensilmente alla presenza del Battaglione della Guardia Presidenziale, dei Dragoni dell'Indipendenza, altre truppe e talvolta il presidente del Brasile.

## Storia
Il trasferimento della capitale federale in una regione centrale del paese fu ideato nel diciannovesimo secolo da José Bonifácio de Andrada e Silva, un sostenitore dell'indipendenza del Brasile, con l'obiettivo di proteggerla dagli eventuali attacchi nemici dalla costa.
La Praça dos Três Poderes fu ideata da Lúcio Costa nel suo progetto inviato al Concorso Nazionale del Progetto Pilota della Nuova Capitale del Brasile. Nel suo famoso rapporto di giustificazione, che è considerato il fattore principale che portò Lúcio alla vittoria, viene nominata per la prima volta la piazza.
Vennero ideati i tre edifici principali dell'insieme e la posizione di ciascuno (con il palazzo del Congresso Nazionale all'apice, con un'altra facciata rivolta verso l'ampia spianata che divenne l'Esplanada dos Ministérios, in un terreno adeguato), anche se venne usato il cemento armato al posto della pietra per i muri di sostegno.

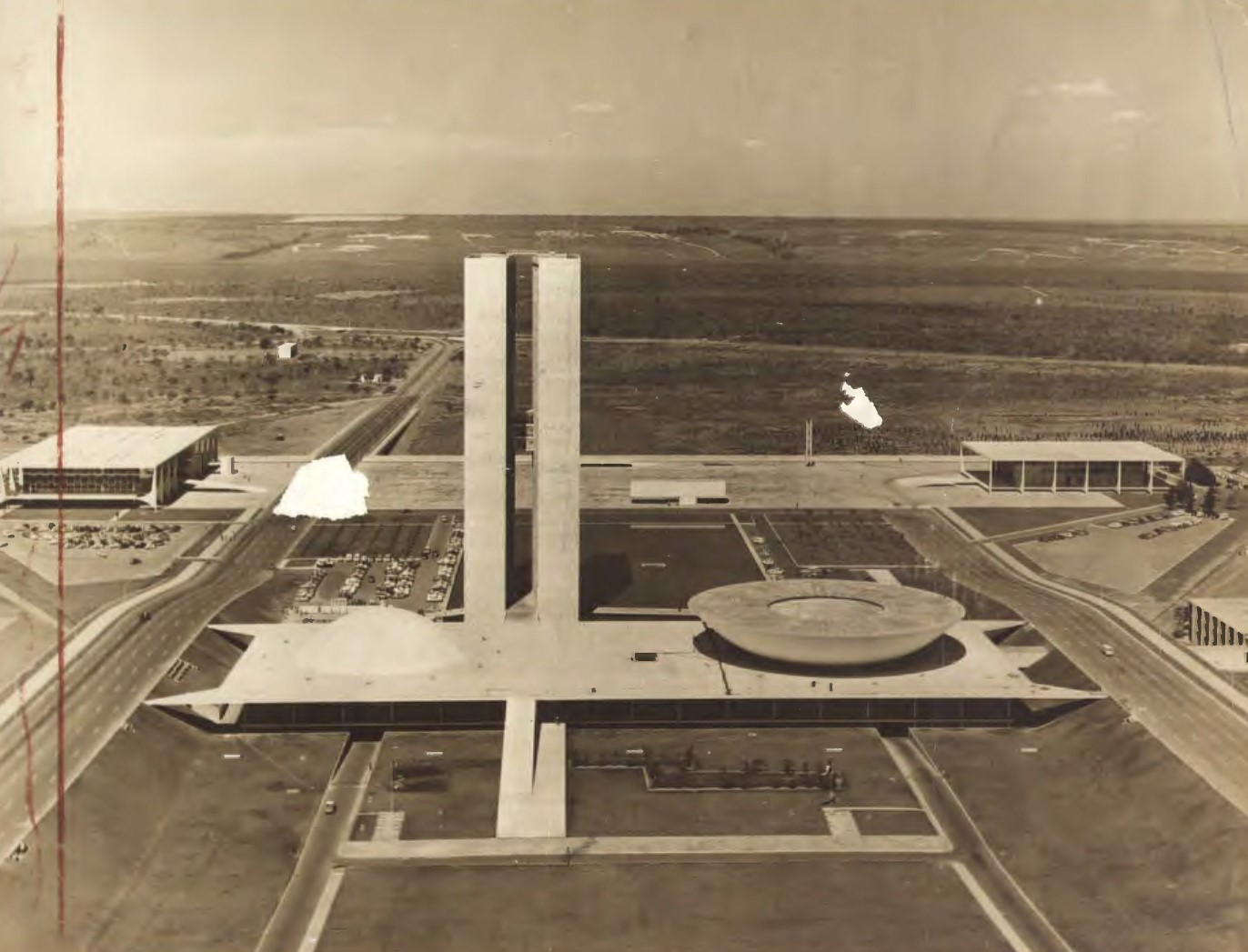
La piazza a metà degli anni 1960.

I lavori iniziarono non appena il progetto venne confermato quello vincente, e la piazza venne inaugurata, assieme alla città, il 21 aprile 1960. Oltre alla piazza e agli edifici dei tre poteri, doveva essere costruito il museo storico di Brasilia, anch'esso progettato, come i palazzi, da Niemeyer, e i monumenti A Justiça e Os Guerreiros (oggi noto come Os Candangos).
Nel 1961, alla piazza venne aggiunto il Pombal (la "Piccionaia"), una richiesta della primeira-dama Eloá Quadros, che venne fatto da Niemeyer con la scusa che una piazza doveva avere dei piccioni. A causa della sua forma finì per essere noto con il soprannome di "molletta" (prendedor de roupa in portoghese). Nello stesso decennio fu realizzata un'altra opera di Niemeyer, la casa del tè (Casa de Chá), che finì per diventare un luogo bohémien nel pieno del centro politico del Brasile.
Altre aggiunte furono fatte con il passare degli anni e nuovi monumenti e palazzi sorsero nella piazza e intorno. Un monumento a Israel Pinheiro, il primo sindaco di Brasilia, fu costruito vicino al museo. Nel 1986 il Pantheon della Patria e della Libertà Tancredo Neves fu costruito nella stessa zona, che venne chiamata Bosque dos Constituintes dopo il 1988. Un altro monumento di Niemeyer venne aggiunto dopo che la città venne inserita nell'elenco dei patrimoni dell'umanità dell'UNESCO nel 1987. Lo spazio Lúcio Costa fu costruito sotto lo slargo nel 1992.